# Duguetia lucida
Duguetia lucida Urb. – gatunek rośliny z rodziny flaszowcowatych (Annonaceae Juss.). Występuje endemicznie w Kolumbii, Wenezueli, Gujanie, Peru, Boliwii oraz Brazylii (w stanach Acre, Rondônia i Roraima).

## Morfologia
PokrójZimozielone drzewo lub krzew dorastające do 6–20 m wysokości. Młode pędy są owłosione.
LiścieMają eliptyczny kształt. Mierzą 8–24 cm długości oraz 3–8 cm szerokości. Są owłosione od spodu. Blaszka liściowa jest o ostrym, tępym lub spiczastym wierzchołku.
KwiatyZebrane w kwiatostany, rozwijają się w kątach pędów. Działki kielicha mają owalny kształt i dorastają do 10–15 mm długości. Płatki mają zielonożółtawą barwę, osiągają do 15 mm długości.
OwoceZebrane po około 100 w owocostan. Mają kulisty kształt. Osiągają 40–60 mm długości.

## Biologia i ekologia
Rośnie w częściowo zimozielonych lub wiecznie zielonych lasach. Występuje na wysokości do 500 m n.p.m.